# Pisoár

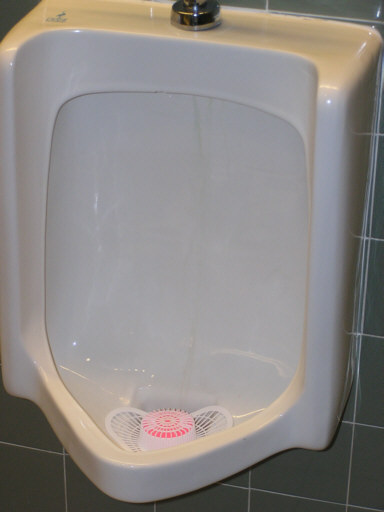
Pisoárová mísa

Veřejný výsuvný pisoár (Urilift) v Göteborgu (foto 2014)

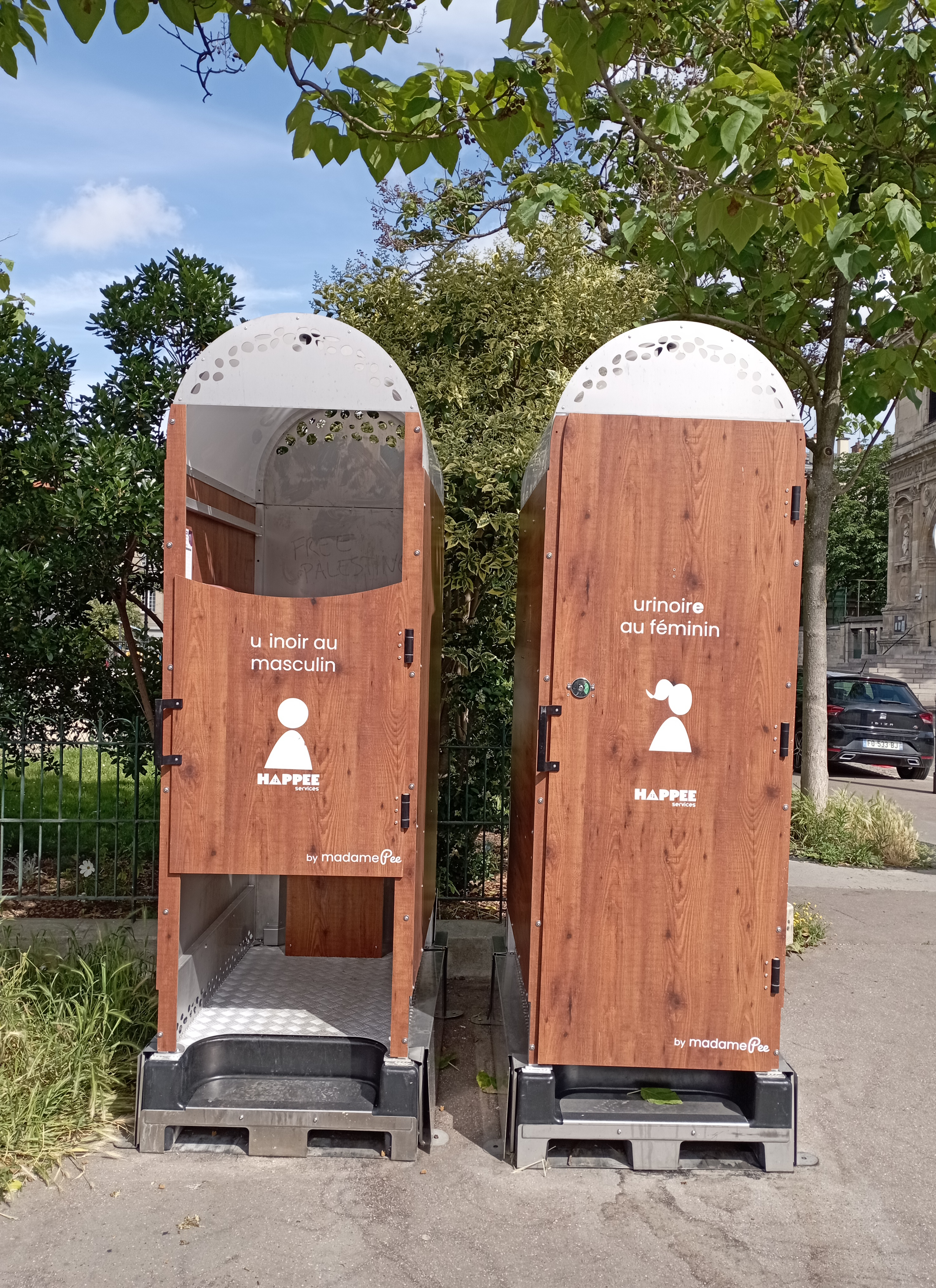
Bezplatné veřejné urinoáry pro pány (vlevo) a pro dámy (vpravo, mísa je opatřena mřížkou) v Paříži (foto 2024)

Pisoár (lidově nazývaný též mušle, močítko) je hygienické zařízení, určené k močení pro muže ve stoje. Oproti běžnému záchodu má několik výhod, mezi něž patří zejména to, že je menší a má mnohonásobně nižší spotřebu vody. Často do něj bývají vkládány tablety pro potlačení zápachu s desinfekčními účinky. Pisoár bývá umístěn zejména na veřejných toaletách, občas se vyskytuje i v privátních obydlích.
Slovo pisoár sice pochází z francouzského pisser = močit, které je však chápáno jako neslušné, někdy i sprosté. Slušně se močení řekne uriner a proto je lepší v cizích zemích používat slova jako urinoir, Urinal, nebo orinatoio.

## Rozdělení
- pisoárové stěny — tvoří se stěnou, která je do výšky minimálně 120 cm opatřena nepromokavým nátěrem. Pod stěnou je vyspádovaný žlábek k vpusti, která odvádí moč do vnitřní kanalizace
- pisoárové boxy — zpravidla keramické boxy s rozměry 120 cm výška a 60 - 65 cm šířka. Ty se upevňují na stěnu v úrovni podlahy. Několik boxů může být opatřeno jednou vpustí, nebo každá má svoji.
- pisoárové mísy — většinou jsou vyrobeny z keramiky v různých velikostech a tvarech. Osazují se tak, aby dolní hrana mísy byla ve výšce 65 cm nad podlahou.

## Splachování

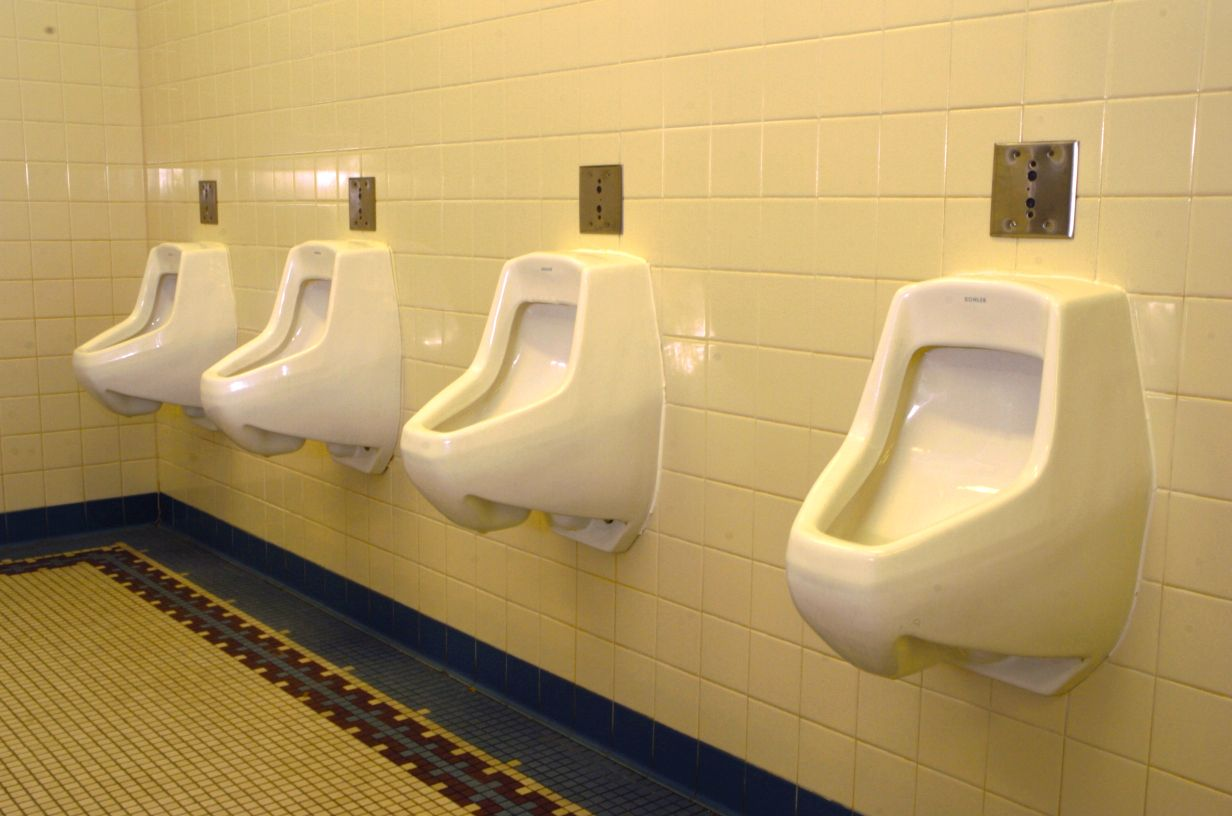
Pisoáry se senzory

Většina pisoárů má svůj splachovací systém, který odvádí moč z mísy a zabraňuje zápachu. Splachování probíhá zpravidla jedním z následujících způsobů:

### Ruční splachování
Tento typ splachování je poněkud zastaralý, ale stále ještě je poměrně dost rozšířený. K jeho aktivaci je potřeba stisknout tlačítko, případně zatáhnout za splachovadlo po použití pisoáru. Od používání tohoto způsobu se v poslední době upouští zejména proto, že kontakt s tlačítkem/splachovadlem bezprostředně po použití pisoáru je nehygienický.

### Časované splachování
Oproti Velké Británii se v Česku tento systém prakticky nepoužívá, funguje na principu splachování v pravidelných časových intervalech a nebere v potaz, zda byl pisoár během intervalu použit, či nikoliv.

### Automatizované splachování
Funguje zpravidla na principu infračerveného senzoru, který registruje osobu stojící u pisoáru zpravidla déle než 5 sekund, po jejím odchodu je spuštěn splachovací systém a pisoár je spláchnut.

### Teplotní splachování
Tento typ splachování funguje na principu teplotního čidla umístěného v těle pisoáru a splachuje při zvýšení teploty. Často bývá doplněn i časovým splachováním, takže se pisoár spláchne i např. po 3 hodinách bez použití.

### Nesplachující pisoáry
Pisoáry bez splachovacího systému bývají zpravidla využívány v mobilních toaletách, ve kterých by bylo umístění zásobníku vody problematické.
Největší výhodou tohoto typu pisoáru je jejich ekonomická nenáročnost z pohledu spotřeby vody a elektřiny, protože žádná voda není spotřebována a pisoár není připojen do elektrické sítě. Dalším velkým plusem je nulový zápach z pisoáru, jelikož bakterie se tvoří právě ve vodě. Moč je zcela sterilní, a tak se žádné bakterie nevytváří.

## Rozšíření pisoárů
Pisoáry bývají používány zejména ve veřejných budovách, jako jsou např. továrny, nákupní centra, restaurační zařízení, letiště, nebo třeba kina. Zpravidla společně s obyčejnými záchody, a tak přispívají ke zvýšení kapacity. Někdy bývá jeden, nebo dva pisoáry, zpravidla na okraji řady, umístěn níže než ostatní — pro děti, nebo osoby na invalidních vozících.

## Pisoáry v kultuře
- Obrácený pisoár použil Marcel Duchamp v roce 1917 jako umělecké dílo nazvané Fontána (příp. Studánka)[1].
- Pravděpodobně nejslavnější pisoár je hybatelem děje v románu Gabriela Chevalliera Zvonokosy (Fr. Clochemerle); zápletku románu tvoří stavba obecního pisoáru.[2] V hovorové řeči se lze setkat s termínem zvonokosy jako synonymem pro veřejný záchod.[zdroj?]

## Zoologická recese o pisoárech
Skupina několika brněnských zoologů z recese pojala pisoáry jako skupinu měkkýšů a hovoří o nich jako o taxonu Univalvia. Pisoáry v ČR popsali jako jednotlivé rody a druhy a vytvořili určovací klíč (vydaný ve fiktivním časopise Folia Hajzlpapiriana), podle kterého lze většinu pisoárů určit do druhu . Díky tomu mohou všichni zoologové určovat pisoáry a posílat faunistická data o jejich výskytu, která jsou průběžně zpracovávána. Tato recese je mezi českými biology hojně rozšířena a výsledky „výzkumů“ jsou prezentovány například na konferenci Zoologické dny.